# مقاطعة بنسون (داكوتا الشمالية)
بنسون (بالإنجليزية: Benson)‏ هي إحدى مقاطعات ولاية داكوتا الشمالية في الولايات المتحدة الأمريكية
مقاطعة بنسون تشتهر بجمالها الطبيعي و أجوائها الجذابة المرحة 